# ووبووو (استان لهستان بزرگ‌تر)
ووبووو (به لاتین: Łubowo) یک روستا در لهستان است که در گمینا ووبووو واقع شده‌است. ووبووو ۹۵۱ نفر جمعیت دارد.